# Лужники (дворец спорта)
Дворец спорта «Лужники» — второе по вместимости сооружение Олимпийского комплекса «Лужники», располагавшееся в его северо-западной части (600 метров от Большой спортивной арены). Крытая универсальная многофункциональная площадка со зрительным залом на 11 500 зрительских мест.  
Ближайшая станция метро — «Спортивная», 800 метров на восток от Дворца спорта. Станция метро «Воробьёвы горы» находится дальше — 1400 метров на юго-восток. Общественный транспорт от метро «Спортивная» до Дворца спорта, как правило, не ходит, однако, во время новогодних развлекательных мероприятий организуются временные автобусные маршруты.
Служебным входом в здание является вход в десятый подъезд (почти напротив главного входа в Мультиспорт). Остальные входы обычно закрыты и открываются только на мероприятия.

## История
Дворец спорта был открыт в 1956 году. 
В 2002 году здание Дворца спорта подверглось значительной реконструкции.
38 лет существования Дворца спорта связаны с именем его директора — Анны Ильиничны Синилкиной, памятник которой установлен рядом со зданием.
Во Дворце с 2006 года располагался Государственный центральный концертный зал (ГЦКЗ) «Россия», проводивший развлекательные мероприятия.
Снесён в 2023 году. На его месте к 2027 году планируется построить функционально аналогичный комплекс на 12 тысяч мест. Строительные работы по плану должны начаться в 2024 году.

Памятник А. И. Синилкиной

## Общая информация

### Статистика
- Количество зрительных мест — 11500.
- Размер площадки для проведения мероприятий — 80 × 36 м.
- Размер площадки для искусственного льда — 61 × 30 м.
- Общий размер здания — 146 × 100 м.
- Высота стен — около 15 м.
- Общая высота вместе с куполом — около 20 м.

### Крупнейшие спортивные мероприятия
- 1956 — I летняя Спартакиада народов СССР.
- 1957 — 24-й чемпионат мира и 35-й чемпионат Европы по хоккею с шайбой.
- 1957 — III Дружеские спортивные игры молодёжи.
- 1958 — Чемпионат мира по спортивной гимнастике.
- 1959 — Чемпионат мира по баскетболу среди женщин.
- 1959 — II летняя Спартакиада народов СССР.
- 1961 — Чемпионат мира по современному пятиборью.
- 1962 — 5-й чемпионат мира по волейболу среди мужчин.
- 1962 — 4-й чемпионат мира по волейболу среди женщин.
- 1963 — Чемпионат Европы по боксу 1963.
- 1963 — III летняя Спартакиада народов СССР.
- 1965 — Чемпионат Европы по фигурному катанию 1965.
- 1965 — Чемпионат Европы по баскетболу среди мужчин.
- 1966 — Чемпионат мира по фехтованию
- 1967 — IV летняя Спартакиада народов СССР.
- 1970 — 7-й Чемпионат Европы по настольному теннису.
- 1971 — V летняя Спартакиада народов СССР.
- 1973 — 40-й чемпионат мира и одновременно 51-й чемпионат Европы по хоккею с шайбой.
- 1973 — Всемирная Универсиада.
- 1974 — Чемпионат мира по акробатике.
- 1974 — Чемпионат мира по современному пятиборью.
- 1975 — Чемпионат мира и Европы по тяжёлой атлетике.
- 1975 — VI летняя Спартакиада народов СССР.
- 1979 — 46-й чемпионат мира и одновременно 57-й чемпионат Европы по хоккею с шайбой.
- 1979 — VII летняя Спартакиада народов СССР.
- 1980 — летние Олимпийские игры 1980.
- 1983 — Чемпионат мира по дзюдо.
- 1984 — Международные соревнования «Дружба».
- 1986 — 51-й чемпионат мира и одновременно 62-й чемпионат Европы по хоккею с шайбой.
- 1986 — Игры доброй воли.
- 1991 — X летняя Спартакиада народов СССР.
- 1995 — Чемпионат мира по боевым искусствам.
- 1996 — Чемпионат мира по карате.
- 1997 — Чемпионат Европейской хоккейной лиги.
- 1998 — Первые Всемирные Юношеские Игры.
- 1999 — Европейская хоккейная лига. «Финал четырёх».
- 2000 — Календарные игры чемпионата России по хоккею.
- 2001 — Чемпионат Европы по футзалу. Народные игры по теннису. Межконтинентальный кубок по мини-футболу.
- 2005 — Чемпионат мира по фигурному катанию 2005.
- 2005 — Кубок Европы по пляжному футболу 2005.

### Важнейшие торжественные и развлекательные мероприятия, праздники, концерты
- 1985 — фестиваль «Песня-85».
- 1987 — фестиваль советско-индийской дружбы.
- 1988, 16-17 ноября — аншлаговые концерты группы «Кино».
- 1988, 20 ноября — мемориальный концерт памяти трагически погибшего Александра Башлачёва. Участвовали группы «Кино», «ДДТ», «Алиса», «Зоопарк».
- 1992 — Съемки программы Площадка ОБОЗа.
- 2000, 25 октября — концерт группы «Scooter».
- 2001 — концерты групп «Megadeth», «Rammstein», «Ария».
- 2002, 18-19 октября — концерт «Мёртвый анархист»  группы «Король и Шут».
- 2002, 3 июля — концерт группы «Garbage».
- 2003, февраль — концерт «15 лет» группы Агата Кристи.
- 2003, 18 ноября — концерт «Живой огонь» группы «Ария».
- 2005, 13 марта — торжественное открытие памятника Синилкиной А. И.
- 2006, 29-31 июля — юбилейные торжества по случаю 50-летия спортивного комплекса Лужники.
- 2007, 7 апреля — концерт группы «Manowar».
- 2007, 13 июня — концерт группы «My Chemical Romance».
- 2007, 21 ноября — предвыборный митинг Президента России Владимира Путина[7][8].
- 2008, январь — новогоднее шоу «Аладдин».
- 2008, 3 апреля — «Ария», концерт «Герой асфальта — 20 лет!»[9].
- 2008, 1 ноября — первый сольный концерт группы «Ранетки».
- 2008, 25 ноября — V торжественная Церемония вручения Премии Рунета — 2008 и праздничный концерт 14 RUNET-show[10].
- 2008, 27 декабря — 2009, 11 января — шоу «Питер Пэн на льду» (Дворец спорта).
- 2009, 5 сентября — концерт группы «Nightwish».
- 2009, 15 декабря — 2010, 10 января — Рождественская история. Щелкунчик на льду[11].
- 2013, 14 декабря — Земфира — заключительный концерт тура 2013 в Москве.